# سن-اییسنت، کبک
سن-اییسنت (به فرانسوی: Saint-Hyacinthe) شهرکی در منطقه شهری له ماسکوتن ناحیه مونترژی در استان کبک کانادا است. در سرشماری سال ۲۰۱۱ این شهرک ۵۱٬۹۸۴ نفر جمعیت داشته‌است و مساحت آن ۱۸۹٫۱۱ کیلومتر مربع است.